# Liste des anciennes communes du Bas-Rhin
Cette page a pour objectif de retracer toutes les modifications communales dans le département du Bas-Rhin : les anciennes communes qui ont existé depuis la Révolution française, ainsi que les créations, les modifications officielles de nom, ainsi que les échanges de territoires entre communes.
En 1800, le territoire du département du Bas-Rhin, dans ses limites actuelles, dénombrait 562 communes, un nombre relativement important dans un territoire plutôt peu étendu, mais qui se justifie par une population nombreuse. Ce nombre va rester particulièrement stable, avec très peu de regroupements ou de créations jusqu'en 1970 où on comptait encore 561 communes. Depuis lors les lois incitatives auront été utilisées pour rassembler des villages souvent proches en distance, surtout avec la loi Marcellin de 1971 qui voit leur nombre décroître jusqu'à 519 unités (même si certains regroupements vont "défusionner" par la suite). Plus récemment, la loi Notre n'a rencontré qu'un succès plus relatif et, aujourd'hui, on dénombre encore 514 communes (au 1er janvier 2025).
Situé à la frontière Nord-Est du pays, le département aura subi les affres des conflits ayant opposé la France et l'Allemagne. Le département est entièrement annexé par l'Allemagne à la suite de la défaite de la France en 1871 (avec ses 544 communes), et le nouveau tracé de frontière s'impose sur la ligne de crête des Vosges, en adjoignant donc deux fractions de cantons du département des Vosges (11 communes du canton de Schirmeck et 7 communes du canton de Saales).
Les changements de nom pendant les annexions allemandes de 1871-1918 et 1940-1944 ne sont pas mentionnés.
De même, la frontière avec l'Allemagne a été très fluctuante lors de l'Empire puis de la Restauration de la monarchie, au gré des victoires napoléoniennes puis des reculs : plus de 80 villes et villages vont ainsi être cédés à la région du Palatinat dans les années 1810-1820, autour de la ville de Landau, amputant l'arrondissement de Wissembourg et fixant la frontière le long du cours de la rivière Lauter.

## Fusions
| Nom de la nouvelle commune  | Communes réunies                         | Régime                                                                                  | Date (et nature) de la décision                     | Date d'effet                 |
| --------------------------- | ---------------------------------------- | --------------------------------------------------------------------------------------- | --------------------------------------------------- | ---------------------------- |
| Val-de-Moder                | Val de Moder                             | commune nouvelle (avec 4 communes déléguées)                                            | 19 décembre 2018 (Arrêté)                           | 1er janvier 2019             |
| Val-de-Moder                | Ringeldorf                               | commune nouvelle (avec 4 communes déléguées)                                            | 19 décembre 2018 (Arrêté)                           | 1er janvier 2019             |
| Rountzenheim-Auenheim       | Rountzenheim                             | commune nouvelle (avec communes déléguées)                                              | 4 septembre 2018 (Arrêté)                           | 1er janvier 2019             |
| Rountzenheim-Auenheim       | Auenheim                                 | commune nouvelle (avec communes déléguées)                                              | 4 septembre 2018 (Arrêté)                           | 1er janvier 2019             |
| Geiswiller-Zœbersdorf       | Geiswiller                               | commune nouvelle (avec communes déléguées)                                              | 28 décembre 2017 (Arrêté)                           | 1er janvier 2018             |
| Geiswiller-Zœbersdorf       | Zœbersdorf                               | commune nouvelle (avec communes déléguées)                                              | 28 décembre 2017 (Arrêté)                           | 1er janvier 2018             |
| Hochfelden                  | Hochfelden                               | commune nouvelle (avec 1 seule commune déléguée : Schaffhouse)                          | 30 juin 2016 (Arrêté)                               | 1er janvier 2017             |
| Hochfelden                  | Schaffhouse-sur-Zorn                     | commune nouvelle (avec 1 seule commune déléguée : Schaffhouse)                          | 30 juin 2016 (Arrêté)                               | 1er janvier 2017             |
| Wingersheim les Quatre Bans | Wingersheim                              | commune nouvelle (avec communes déléguées)                                              | 15 décembre 2015 (Arrêté) 23 décembre 2015 (Arrêté) | 1er janvier 2016             |
| Wingersheim les Quatre Bans | Hohatzenheim                             | commune nouvelle (avec communes déléguées)                                              | 15 décembre 2015 (Arrêté) 23 décembre 2015 (Arrêté) | 1er janvier 2016             |
| Wingersheim les Quatre Bans | Gingsheim                                | commune nouvelle (avec communes déléguées)                                              | 15 décembre 2015 (Arrêté) 23 décembre 2015 (Arrêté) | 1er janvier 2016             |
| Wingersheim les Quatre Bans | Mittelhausen                             | commune nouvelle (avec communes déléguées)                                              | 15 décembre 2015 (Arrêté) 23 décembre 2015 (Arrêté) | 1er janvier 2016             |
| Sommerau                    | Allenwiller                              | commune nouvelle (avec communes déléguées)                                              | 8 décembre 2015 (Arrêté)                            | 1er janvier 2016             |
| Sommerau                    | Birkenwald                               | commune nouvelle (avec communes déléguées)                                              | 8 décembre 2015 (Arrêté)                            | 1er janvier 2016             |
| Sommerau                    | Salenthal                                | commune nouvelle (avec communes déléguées)                                              | 8 décembre 2015 (Arrêté)                            | 1er janvier 2016             |
| Sommerau                    | Singrist                                 | commune nouvelle (avec communes déléguées)                                              | 8 décembre 2015 (Arrêté)                            | 1er janvier 2016             |
| Val de Moder                | Pfaffenhoffen                            | commune nouvelle (avec communes déléguées)                                              | 7 décembre 2015 (Arrêté)                            | 1er janvier 2016             |
| Val de Moder                | Uberach                                  | commune nouvelle (avec communes déléguées)                                              | 7 décembre 2015 (Arrêté)                            | 1er janvier 2016             |
| Val de Moder                | La Walck                                 | commune nouvelle (avec communes déléguées)                                              | 7 décembre 2015 (Arrêté)                            | 1er janvier 2016             |
| Truchtersheim               | Truchtersheim                            | commune nouvelle (avec 3 communes déléguées : Behlenheim, Pfettisheim et Truchtersheim) | 3 décembre 2015 (Arrêté)                            | 1er janvier 2016             |
| Truchtersheim               | Pfettisheim                              | commune nouvelle (avec 3 communes déléguées : Behlenheim, Pfettisheim et Truchtersheim) | 3 décembre 2015 (Arrêté)                            | 1er janvier 2016             |
| Soultz-sous-Forêts          | Soultz-sous-Forêts                       | fusion association                                                                      | 4 mars 1982 (Arrêté) 5 avril 1982 (Arrêté)          | 1er juillet 1982             |
| Soultz-sous-Forêts          | Hohwiller                                | fusion association                                                                      | 4 mars 1982 (Arrêté) 5 avril 1982 (Arrêté)          | 1er juillet 1982             |
| Hoffen                      | Hoffen                                   | fusion association                                                                      | 30 décembre 1974 (Arrêté)                           | 1er janvier 1975             |
| Hoffen                      | Hermerswiller                            | fusion association                                                                      | 30 décembre 1974 (Arrêté)                           | 1er janvier 1975             |
| Hoffen                      | Leiterswiller                            | fusion association                                                                      | 30 décembre 1974 (Arrêté)                           | 1er janvier 1975             |
| Le Ban-de-la-Roche          | Le Ban-de-la-Roche                       | fusion association (dissoute en 1992)                                                   | 29 octobre 1974 (Arrêté)                            | 1er janvier 1975             |
| Le Ban-de-la-Roche          | Fouday (commune rétablie en 1992)        | fusion association (dissoute en 1992)                                                   | 29 octobre 1974 (Arrêté)                            | 1er janvier 1975             |
| Scharrachbergheim-Irmstett  | Scharrachbergheim                        | fusion association                                                                      | 29 octobre 1974 (Arrêté)                            | 1er janvier 1975             |
| Scharrachbergheim-Irmstett  | Irmstett                                 | fusion association                                                                      | 29 octobre 1974 (Arrêté)                            | 1er janvier 1975             |
| Seebach                     | Oberseebach                              | fusion association                                                                      | 29 octobre 1974 (Arrêté)                            | 1er novembre 1974            |
| Seebach                     | Niederseebach                            | fusion association                                                                      | 29 octobre 1974 (Arrêté)                            | 1er novembre 1974            |
| Wangenbourg-Engenthal       | Engenthal                                | fusion association (fusion simple depuis le 1-7-2013)                                   | 29 octobre 1974 (Arrêté)                            | 1er novembre 1974            |
| Wangenbourg-Engenthal       | Wangenbourg                              | fusion association (fusion simple depuis le 1-7-2013)                                   | 29 octobre 1974 (Arrêté)                            | 1er novembre 1974            |
| Wissembourg                 | Wissembourg                              | fusion association                                                                      | 29 octobre 1974 (Arrêté)                            | 1er janvier 1975             |
| Wissembourg                 | Altenstadt                               | fusion association                                                                      | 29 octobre 1974 (Arrêté)                            | 1er janvier 1975             |
| Truchtersheim               | Truchtersheim                            | fusion association (jusqu'en 2015)                                                      | 13 juillet 1974 (Arrêté)                            | 15 juillet 1974              |
| Truchtersheim               | Behlenheim                               | fusion association (jusqu'en 2015)                                                      | 13 juillet 1974 (Arrêté)                            | 15 juillet 1974              |
| Stundwiller                 | Stundwiller                              | fusion association (dissoute en 1988)                                                   | 17 juin 1974 (Décret)                               | 1er juillet 1974             |
| Stundwiller                 | Aschbach (commune rétablie en 1988)      | fusion association (dissoute en 1988)                                                   | 17 juin 1974 (Décret)                               | 1er juillet 1974             |
| Stundwiller                 | Oberrœdern (commune rétablie en 1988)    | fusion association (dissoute en 1988)                                                   | 17 juin 1974 (Décret)                               | 1er juillet 1974             |
| Duppigheim                  | Duppigheim                               | fusion association (dissoute en 1983)                                                   | 23 avril 1974 (Décret)                              | 1er juin 1974                |
| Duppigheim                  | Kolbsheim (commune rétablie en 1983)     | fusion association (dissoute en 1983)                                                   | 23 avril 1974 (Décret)                              | 1er juin 1974                |
| Le Ban-de-la-Roche          | Waldersbach (commune rétablie en 1992)   | fusion association (dissoute en 1992)                                                   | 14 mars 1974 (Arrêté) 11 avril 1974 (Arrêté)        | 1er avril 1974               |
| Le Ban-de-la-Roche          | Bellefosse (commune rétablie en 1992)    | fusion association (dissoute en 1992)                                                   | 14 mars 1974 (Arrêté) 11 avril 1974 (Arrêté)        | 1er avril 1974               |
| Le Ban-de-la-Roche          | Belmont (commune rétablie en 1992)       | fusion association (dissoute en 1992)                                                   | 14 mars 1974 (Arrêté) 11 avril 1974 (Arrêté)        | 1er avril 1974               |
| Kirrwiller-Bosselshausen    | Kirrwiller (commune rétablie en 2007)    | fusion association (dissoute en 2007)                                                   | 27 février 1974 (Arrêté)                            | 1er mars 1974                |
| Kirrwiller-Bosselshausen    | Bosselshausen (commune rétablie en 2007) | fusion association (dissoute en 2007)                                                   | 27 février 1974 (Arrêté)                            | 1er mars 1974                |
| Oberbronn-Zinswiller        | Oberbronn (commune rétablie en 1992)     | fusion association (dissoute en 1992)                                                   | 22 janvier 1974 (Arrêté)                            | 1er février 1974             |
| Oberbronn-Zinswiller        | Zinswiller (commune rétablie en 1992)    | fusion association (dissoute en 1992)                                                   | 22 janvier 1974 (Arrêté)                            | 1er février 1974             |
| Modern                      | Obermodern                               | fusion association                                                                      | 31 décembre 1973 (Arrêté)                           | 1er janvier 1974             |
| Modern                      | Zutzendorf                               | fusion association                                                                      | 31 décembre 1973 (Arrêté)                           | 1er janvier 1974             |
| Gundershoffen               | Gundershoffen                            | fusion association                                                                      | 28 août 1973 (Décret)                               | 1er septembre 1973           |
| Gundershoffen               | Eberbach-Wœrth                           | fusion association                                                                      | 28 août 1973 (Décret)                               | 1er septembre 1973           |
| Gundershoffen               | Griesbach                                | fusion association                                                                      | 28 août 1973 (Décret)                               | 1er septembre 1973           |
| Bouxwiller                  | Bouxwiller                               | fusion association                                                                      | 27 février 1973 (Arrêté)                            | 1er mars 1973                |
| Bouxwiller                  | Griesbach-le-Bastberg                    | fusion association                                                                      | 27 février 1973 (Arrêté)                            | 1er mars 1973                |
| Bouxwiller                  | Imbsheim                                 | fusion association                                                                      | 27 février 1973 (Arrêté)                            | 1er mars 1973                |
| Bouxwiller                  | Riedheim                                 | fusion association                                                                      | 27 février 1973 (Arrêté)                            | 1er mars 1973                |
| Gougenheim                  | Gougenheim                               | fusion association (dissoute en 1986)                                                   | 31 janvier 1973 (Arrêté)                            | 1er février 1973             |
| Gougenheim                  | Rohr (commune rétablie en 1986)          | fusion association (dissoute en 1986)                                                   | 31 janvier 1973 (Arrêté)                            | 1er février 1973             |
| Cleebourg                   | Cleebourg                                | fusion association                                                                      | 31 décembre 1972 (Arrêté)                           | 1er janvier 1973             |
| Cleebourg                   | Bremmelbach                              | fusion association                                                                      | 31 décembre 1972 (Arrêté)                           | 1er janvier 1973             |
| Neugartheim-Ittlenheim      | Neugartheim                              | fusion simple                                                                           | 29 décembre 1972 (Arrêté)                           | 1er janvier 1973             |
| Neugartheim-Ittlenheim      | Ittlenheim                               | fusion simple                                                                           | 29 décembre 1972 (Arrêté)                           | 1er janvier 1973             |
| Wickersheim-Wilshausen      | Wickersheim                              | fusion association                                                                      | 27 décembre 1972 (Arrêté)                           | 1er janvier 1973             |
| Wickersheim-Wilshausen      | Wilshausen                               | fusion association                                                                      | 27 décembre 1972 (Arrêté)                           | 1er janvier 1973             |
| Gœrsdorf                    | Gœrsdorf                                 | fusion association                                                                      | 20 décembre 1972 (Arrêté)                           | 1er janvier 1973             |
| Gœrsdorf                    | Mitschdorf                               | fusion association                                                                      | 20 décembre 1972 (Arrêté)                           | 1er janvier 1973             |
| Reichshoffen                | Reichshoffen                             | fusion association                                                                      | 28 septembre 1972 (Décret)                          | 1er novembre 1972            |
| Reichshoffen                | Nehwiller-près-Wœrth                     | fusion association                                                                      | 28 septembre 1972 (Décret)                          | 1er novembre 1972            |
| Lembach                     | Lembach                                  | fusion association                                                                      | 31 août 1972 (Arrêté)                               | 1er septembre 1972           |
| Lembach                     | Mattstall                                | fusion association                                                                      | 31 août 1972 (Arrêté)                               | 1er septembre 1972           |
| Drachenbronn-Birlenbach     | Drachenbronn                             | fusion association                                                                      | 18 juillet 1972 (Arrêté)                            | 1er août 1972                |
| Drachenbronn-Birlenbach     | Birlenbach                               | fusion association                                                                      | 18 juillet 1972 (Arrêté)                            | 1er août 1972                |
| Willgottheim                | Willgottheim                             | fusion association                                                                      | 30 juin 1972 (Arrêté)                               | 1er juillet 1972             |
| Willgottheim                | Wœllenheim                               | fusion association                                                                      | 30 juin 1972 (Arrêté)                               | 1er juillet 1972             |
| Betschdorf                  | Betschdorf                               | fusion association                                                                      | 26 juin 1972 (Arrêté)                               | 1er juillet 1972             |
| Betschdorf                  | Kuhlendorf                               | fusion association                                                                      | 26 juin 1972 (Arrêté)                               | 1er juillet 1972             |
| Betschdorf                  | Reimerswiller                            | fusion association                                                                      | 26 juin 1972 (Arrêté)                               | 1er juillet 1972             |
| Betschdorf                  | Schwabwiller                             | fusion association                                                                      | 26 juin 1972 (Arrêté)                               | 1er juillet 1972             |
| Schnersheim                 | Schnersheim                              | fusion association                                                                      | 28 avril 1972 (Arrêté)                              | 1er mai 1972                 |
| Schnersheim                 | Avenheim                                 | fusion association                                                                      | 28 avril 1972 (Arrêté)                              | 1er mai 1972                 |
| Schnersheim                 | Kleinfrankenheim                         | fusion association                                                                      | 28 avril 1972 (Arrêté)                              | 1er mai 1972                 |
| Stutzheim-Offenheim         | Stutzheim                                | fusion association (fusion simple depuis le 15-7-1976)                                  | 28 avril 1972 (Arrêté)                              | 1er mai 1972                 |
| Stutzheim-Offenheim         | Offenheim                                | fusion association (fusion simple depuis le 15-7-1976)                                  | 28 avril 1972 (Arrêté)                              | 1er mai 1972                 |
| Berstett                    | Berstett                                 | fusion association                                                                      | 30 mars 1972 (Arrêté)                               | 1er avril 1972               |
| Berstett                    | Gimbrett                                 | fusion association                                                                      | 30 mars 1972 (Arrêté)                               | 1er avril 1972               |
| Berstett                    | Reitwiller                               | fusion association                                                                      | 30 mars 1972 (Arrêté)                               | 1er avril 1972               |
| Berstett                    | Rumersheim                               | fusion association                                                                      | 30 mars 1972 (Arrêté)                               | 1er avril 1972               |
| Sarrewerden                 | Sarrewerden                              | fusion association                                                                      | 31 janvier 1972 (Arrêté)                            | 1er mars 1972                |
| Sarrewerden                 | Bischtroff-sur-Sarre                     | fusion association                                                                      | 31 janvier 1972 (Arrêté)                            | 1er mars 1972                |
| Sarrewerden                 | Zollingen                                | fusion association                                                                      | 31 janvier 1972 (Arrêté)                            | 1er mars 1972                |
| Betschdorf                  | Niederbetschdorf                         | fusion                                                                                  | 1er février 1971 (Arrêté)                           | 14 mars 1971                 |
| Betschdorf                  | Oberbetschdorf                           | fusion                                                                                  | 1er février 1971 (Arrêté)                           | 14 mars 1971                 |
| Gumbrechtshoffen            | Gumbrechtshoffen-Niederbronn             | fusion                                                                                  | 16 août 1945 (Arrêté)                               | 1er septembre 1945           |
| Gumbrechtshoffen            | Gumbrechtshoffen-Oberbronn               | fusion                                                                                  | 16 août 1945 (Arrêté)                               | 1er septembre 1945           |
| Wissembourg                 | Wissembourg                              | fusion                                                                                  | 27 janvier 1866 (Décret)                            | 27 janvier 1866 (Décret)     |
| Wissembourg                 | Weiler                                   | fusion                                                                                  | 27 janvier 1866 (Décret)                            | 27 janvier 1866 (Décret)     |
| Ottrott                     | Ottrott-le-Bas                           | fusion                                                                                  | 1er mai 1858 (Loi)                                  | 1er mai 1858 (Loi)           |
| Ottrott                     | Ottrott-le-Haut                          | fusion                                                                                  | 1er mai 1858 (Loi)                                  | 1er mai 1858 (Loi)           |
| Harskirchen                 | Harskirchen                              | fusion                                                                                  | 13 février 1844 (Ordonnance)                        | 13 février 1844 (Ordonnance) |
| Harskirchen                 | Willer                                   | fusion                                                                                  | 13 février 1844 (Ordonnance)                        | 13 février 1844 (Ordonnance) |
| Dieffenbach-au-Val          | Dieffenbach-au-Val                       | fusion                                                                                  | 1815                                                | 1815                         |
| Dieffenbach-au-Val          | Hirtzelbach (une partie)                 | fusion                                                                                  | 1815                                                | 1815                         |
| Neuve-Église                | Neuve-Église                             | fusion                                                                                  | 1815                                                | 1815                         |
| Neuve-Église                | Hirtzelbach (une partie)                 | fusion                                                                                  | 1815                                                | 1815                         |
| Sarre-Union                 | Bouquenom                                | fusion                                                                                  | 1795-1800                                           | 1795-1800                    |
| Sarre-Union                 | Neusaarwerden                            | fusion                                                                                  | 1795-1800                                           | 1795-1800                    |
| Alteckendorf                | Alteckendorf                             | fusion                                                                                  | 1790-1794                                           | 1790-1794                    |
| Alteckendorf                | Ober-Altdorf                             | fusion                                                                                  | 1790-1794                                           | 1790-1794                    |
| Bischwiller                 | Bischwiller                              | fusion                                                                                  | 1790-1794                                           | 1790-1794                    |
| Bischwiller                 | Hanhoffen                                | fusion                                                                                  | 1790-1794                                           | 1790-1794                    |
| Bitschhoffen                | Bitschhoffen                             | fusion                                                                                  | 1790-1794                                           | 1790-1794                    |
| Bitschhoffen                | La Walck (commune rétablie en 1847)      | fusion                                                                                  | 1790-1794                                           | 1790-1794                    |
| Bourg-Bruche                | Bourg                                    | fusion                                                                                  | 1790-1794                                           | 1790-1794                    |
| Bourg-Bruche                | Bruche                                   | fusion                                                                                  | 1790-1794                                           | 1790-1794                    |
| Engenthal                   | Engenthal                                | fusion                                                                                  | 1790-1794                                           | 1790-1794                    |
| Engenthal                   | Obersteigen                              | fusion                                                                                  | 1790-1794                                           | 1790-1794                    |
| Eschbourg                   | Eschbourg                                | fusion                                                                                  | 1790-1794                                           | 1790-1794                    |
| Eschbourg                   | Krauffthal                               | fusion                                                                                  | 1790-1794                                           | 1790-1794                    |
| Fegersheim                  | Fegersheim                               | fusion                                                                                  | 1790-1794                                           | 1790-1794                    |
| Fegersheim                  | Ohnheim                                  | fusion                                                                                  | 1790-1794                                           | 1790-1794                    |
| Frœschwiller                | Frœschwiller                             | fusion                                                                                  | 1790-1794                                           | 1790-1794                    |
| Frœschwiller                | Elsasshausen                             | fusion                                                                                  | 1790-1794                                           | 1790-1794                    |
| Gambsheim                   | Gambsheim                                | fusion                                                                                  | 1790-1794                                           | 1790-1794                    |
| Gambsheim                   | Bettenhoffen                             | fusion                                                                                  | 1790-1794                                           | 1790-1794                    |
| Illkirch-Graffenstaden      | Illkirch                                 | fusion                                                                                  | 1790-1794                                           | 1790-1794                    |
| Illkirch-Graffenstaden      | Graffenstaden                            | fusion                                                                                  | 1790-1794                                           | 1790-1794                    |
| Kutzenhausen                | Niederkutzenhausen                       | fusion                                                                                  | 1790-1794                                           | 1790-1794                    |
| Kutzenhausen                | Oberkutzenhausen                         | fusion                                                                                  | 1790-1794                                           | 1790-1794                    |
| Lalaye                      | Lalaye                                   | fusion                                                                                  | 1790-1794                                           | 1790-1794                    |
| Lalaye                      | Charbes                                  | fusion                                                                                  | 1790-1794                                           | 1790-1794                    |
| Lutzelhouse                 | Lutzelhouse                              | fusion                                                                                  | 1790-1794                                           | 1790-1794                    |
| Lutzelhouse                 | Netzenbach                               | fusion                                                                                  | 1790-1794                                           | 1790-1794                    |
| Muttersholtz                | Muttersholtz                             | fusion                                                                                  | 1790-1794                                           | 1790-1794                    |
| Muttersholtz                | Ehnwihr                                  | fusion                                                                                  | 1790-1794                                           | 1790-1794                    |
| Mutzig                      | Mutzig                                   | fusion                                                                                  | 1790-1794                                           | 1790-1794                    |
| Mutzig                      | Hermolsheim                              | fusion                                                                                  | 1790-1794                                           | 1790-1794                    |
| Nothalten                   | Nothalten                                | fusion                                                                                  | 1790-1794                                           | 1790-1794                    |
| Nothalten                   | Zell                                     | fusion                                                                                  | 1790-1794                                           | 1790-1794                    |
| Oberdorf                    | Oberdorf                                 | fusion                                                                                  | 1790-1794                                           | 1790-1794                    |
| Oberdorf                    | Spachbach                                | fusion                                                                                  | 1790-1794                                           | 1790-1794                    |
| Ohlungen                    | Ohlungen                                 | fusion                                                                                  | 1790-1794                                           | 1790-1794                    |
| Ohlungen                    | Keffendorf                               | fusion                                                                                  | 1790-1794                                           | 1790-1794                    |
| Rangen                      | Rangen                                   | fusion                                                                                  | 1790-1794                                           | 1790-1794                    |
| Rangen                      | Mittelkurz                               | fusion                                                                                  | 1790-1794                                           | 1790-1794                    |
| Reichshoffen                | Reichshoffen                             | fusion                                                                                  | 1790-1794                                           | 1790-1794                    |
| Reichshoffen                | Linienhausen                             | fusion                                                                                  | 1790-1794                                           | 1790-1794                    |
| Rœschwoog                   | Rœschwoog                                | fusion                                                                                  | 1790-1794                                           | 1790-1794                    |
| Rœschwoog                   | Giessenheim                              | fusion                                                                                  | 1790-1794                                           | 1790-1794                    |
| Saint-Pierre-Bois           | Saint-Pierre-Bois                        | fusion                                                                                  | 1790-1794                                           | 1790-1794                    |
| Saint-Pierre-Bois           | Hohwarth                                 | fusion                                                                                  | 1790-1794                                           | 1790-1794                    |
| Sessenheim                  | Sessenheim                               | fusion                                                                                  | 1790-1794                                           | 1790-1794                    |
| Sessenheim                  | Dengelsheim                              | fusion                                                                                  | 1790-1794                                           | 1790-1794                    |
| Siegen                      | Siegen                                   | fusion                                                                                  | 1790-1794                                           | 1790-1794                    |
| Siegen                      | Kaidenbourg                              | fusion                                                                                  | 1790-1794                                           | 1790-1794                    |
| Soultz-les-Bains            | Soultz-les-Bains                         | fusion                                                                                  | 1790-1794                                           | 1790-1794                    |
| Soultz-les-Bains            | Biblenheim                               | fusion                                                                                  | 1790-1794                                           | 1790-1794                    |
| Strasbourg                  | Strasbourg                               | fusion                                                                                  | 1790-1794                                           | 1790-1794                    |
| Strasbourg                  | La Robertsau                             | fusion                                                                                  | 1790-1794                                           | 1790-1794                    |
| Uhlwiller                   | Uhlwiller                                | fusion                                                                                  | 1790-1794                                           | 1790-1794                    |
| Uhlwiller                   | Niederaltdorf                            | fusion                                                                                  | 1790-1794                                           | 1790-1794                    |
| Wittersheim                 | Wittersheim                              | fusion                                                                                  | 1790-1794                                           | 1790-1794                    |
| Wittersheim                 | Gebolsheim                               | fusion                                                                                  | 1790-1794                                           | 1790-1794                    |

## Créations et rétablissements
| Nouvelle commune | Commune affectée                             | Mode de création              | Date (et nature) de la décision | Date d'effet             |
| ---------------- | -------------------------------------------- | ----------------------------- | ------------------------------- | ------------------------ |
| Bosselshausen    | Kirrwiller-Bosselshausen (commune supprimée) | Rétablissement et suppression | 29 décembre 2006 (Arrêté)       | 1er janvier 2007         |
| Kirrwiller       | Kirrwiller-Bosselshausen (commune supprimée) | Rétablissement et suppression | 29 décembre 2006 (Arrêté)       | 1er janvier 2007         |
| Oberbronn        | Oberbronn-Zinswiller (commune supprimée)     | Rétablissement et suppression | 11 décembre 1992 (Arrêté)       | 31 décembre 1992         |
| Zinswiller       | Oberbronn-Zinswiller (commune supprimée)     | Rétablissement et suppression | 11 décembre 1992 (Arrêté)       | 31 décembre 1992         |
| Bellefosse       | Le Ban-de-la-Roche (commune supprimée)       | Rétablissement et suppression | 31 décembre 1991 (Arrêté)       | 1er janvier 1992         |
| Belmont          | Le Ban-de-la-Roche (commune supprimée)       | Rétablissement et suppression | 31 décembre 1991 (Arrêté)       | 1er janvier 1992         |
| Fouday           | Le Ban-de-la-Roche (commune supprimée)       | Rétablissement et suppression | 31 décembre 1991 (Arrêté)       | 1er janvier 1992         |
| Waldersbach      | Le Ban-de-la-Roche (commune supprimée)       | Rétablissement et suppression | 31 décembre 1991 (Arrêté)       | 1er janvier 1992         |
| Oberrœdern       | Stundwiller                                  | Rétablissement                | 29 décembre 1988 (Arrêté)       | 1er janvier 1989         |
| Aschbach         | Stundwiller                                  | Rétablissement                | 18 janvier 1988 (Arrêté)        | 1er janvier 1988         |
| Rohr             | Gougenheim                                   | Rétablissement                | 4 novembre 1985 (Arrêté)        | 1er janvier 1986         |
| Kolbsheim        | Duppigheim                                   | Rétablissement                | 6 janvier 1982 (Arrêté)         | 1er janvier 1983         |
| La Vancelle      | Châtenois                                    | Démembrement                  | 23 février 1927 (Décret)        | 23 février 1927 (Décret) |
| Merkwiller       | Kutzenhausen                                 | Démembrement                  | 1888                            | 1888                     |
| Merkwiller       | Lampertsloch                                 | Démembrement                  | 1888                            | 1888                     |
| Le Hohwald       | Barr                                         | Démembrement                  | 10 avril 1867 (Loi)             | 10 avril 1867 (Loi)      |
| Le Hohwald       | Breitenbach                                  | Démembrement                  | 10 avril 1867 (Loi)             | 10 avril 1867 (Loi)      |
| Le Hohwald       | Erlenbach (Albé)                             | Démembrement                  | 10 avril 1867 (Loi)             | 10 avril 1867 (Loi)      |
| La Walck         | Bitschhoffen                                 | Rétablissement                | 9 août 1847 (Loi)               | 9 août 1847 (Loi)        |
| Bernardswiller   | Obernai                                      | Démembrement                  | 1799                            | 1799                     |

## Modifications de nom officiel
| Ancien nom            | Nouveau nom                  | Date (et nature) de la décision |
| --------------------- | ---------------------------- | ------------------------------- |
| Dinsheim              | Dinsheim-sur-Bruche          | 1er août 2003 (Décret)          |
| Modern                | Obermodern-Zutzendorf        | 13 avril 1983 (Décret)          |
| Nehwiller-près-Woerth | Nehwiller (commune associée) | 10 mars 1981 (Décret)           |
| Griesheim-sur-Souffle | Griesheim-sur-Souffel        | 5 janvier 1965 (Décret)         |
| Neuwiller             | Neuviller-la-Roche           | 21 décembre 1961 (Décret)       |
| Bueswiller            | Buswiller                    | 19 août 1961 (Décret)           |
| Ueberach              | Uberach                      | 19 août 1961 (Décret)           |
| Ernolsheim-Saverne    | Ernolsheim-lès-Saverne       | 27 avril 1956 (Décret)          |
| Kurtzenhausen         | Kurtzenhouse                 | 5 janvier 1955 (Décret)         |
| Schweinheim           | Schwenheim                   | 15 juillet 1953 (Décret)        |
| Pisdorf               | Bischtroff-sur-Sarre         | 14 février 1952 (Décret)        |
| Schweighausen         | Schweighouse-sur-Moder       | 5 septembre 1949 (Décret)       |
| Schaffhausen          | Schaffhouse-sur-Zorn         | 11 avril 1949 (Décret)          |
| Gottenhausen          | Gottenhouse                  | 17 février 1948 (Décret)        |
| Triembach             | Triembach-au-Val             | 23 août 1947 (Décret)           |
| Oberdorf              | Oberdorf-Spachbach           | 4 octobre 1929 (Décret)         |
| Bruschwickersheim     | Breuschwickersheim           | 19 mai 1928 (Décret)            |
| Oberhoffen            | Oberhoffen-lès-Wissembourg   | 23 février 1927 (Décret)        |
| Oberhoffen            | Oberhoffen-sur-Moder         | 23 février 1927 (Décret)        |
| Fessenheim            | Fessenheim-le-Bas            | 8 mai 1926 (Décret)             |
| Waltenheim            | Waltenheim-sur-Zorn          | 8 mai 1926 (Décret)             |
| Wintzenheim           | Wintzenheim-Kochersberg      | 8 mai 1926 (Décret)             |
| Merkwiller            | Merkwiller-Pechelbronn       | 1922                            |
| Hambach               | Waldhambach                  | 1891                            |
| Erlenbach             | Albé                         | 1867                            |
| Fort-Vauban           | Fort-Louis                   | 1818                            |

## Modifications de limites communales
Le plus souvent, les modifications des limites communales décidées par arrêtés préfectoraux ne sont pas répertoriées dans le Journal officiel ni dans le Bulletin officiel.
| La commune de ...                          | ... cède du territoire à la commune de ... | précisions | Date (et nature) de la décision                  |
| ------------------------------------------ | ------------------------------------------ | --- | ------------------------------------------------ |
| Saverne                                    | Otterswiller                               | Superficie de 2 ha 39 a 27 ca | 10 novembre 2006 (Décret)                        |
| Otterswiller                               | Saverne                                    | Superficie de 2 ha 39 a 27 ca | 10 novembre 2006 (Décret)                        |
| Obernai                                    | Bœrsch                                     | Superficie de 3 ha 56 a 18 ca | 29 novembre 2005 (Décret)                        |
| Bœrsch                                     | Obernai                                    | Superficie de 31 a 98 ca | 29 novembre 2005 (Décret)                        |
| Oberrœdern                                 | Aschbach                                   | 31 habitants | 22 décembre 1993 (Arrêté)                        |
| Haguenau                                   | Schirrhein                                 | Superficie de 34 ha 7 a 32 ca | 18 octobre 1989 (Décret)                         |
| Schirrhein                                 | Haguenau                                   | Superficie de 45 ha 62 a 29 ca | 18 octobre 1989 (Décret)                         |
| Sarralbe (département de la Moselle)       | Herbitzheim                                | Superficie de 2 ha 47 a 30 ca | 25 avril 1985 (Décret)                           |
| Herbitzheim                                | Sarralbe (département de la Moselle)       | Superficie de 1 ha 87 a 26 ca | 25 avril 1985 (Décret)                           |
| Haguenau                                   | Schirrhein                                 | Lieu-dit de Kirchlach-Fischerhuebel Deux sections d'une superficie de 3 ha 26 a 38 ca et de 57 a 30 ca                                                                                                   | 30 octobre 1981 (Décret)                         |
| Altwiller                                  | Vibersviller (département de la Moselle)   | Superficie de 3 ha 27 a 36 ca | 15 juin 1979 (Décret)                            |
| Vibersviller (département de la Moselle)   | Altwiller                                  | Superficie de 3 ha 27 a 36 ca | 15 juin 1979 (Décret)                            |
| Honskirch (département de la Moselle)      | Altwiller                                  | Superficie de 40 a 8 ca | 15 juin 1979 (Décret)                            |
| Hinsingen                                  | Honskirch (département de la Moselle)      | Superficie de 40 a 8 ca | 15 juin 1979 (Décret)                            |
| Lingolsheim Strasbourg                     | Strasbourg Lingolsheim                     | | 23 octobre 1973 (Décret)                         |
| Haguenau Soufflenheim                      | Soufflenheim Haguenau                      | | 19 mai 1972 (Décret) 19 avril 1973 (Décret)      |
| Neubois La Vancelle                        | La Vancelle Neubois                        | | 28 mars 1972 (Décret)                            |
| Haguenau                                   | Schirrhein                                 | Superficie de 15 a 72 a | 14 octobre 1970 (Décret) 2 juillet 1974 (Décret) |
| Schirrhein                                 | Haguenau                                   | Superficie de 16 ha 23 a 36 ca | 14 octobre 1970 (Décret) 2 juillet 1974 (Décret) |
| Neubois                                    | Châtenois                                  | Superficie de 23 a 80 ca | 16 septembre 1970 (Décret)                       |
| Châtenois                                  | Neubois                                    | Superficie de 42 a 2 ca | 16 septembre 1970 (Décret)                       |
| Issenhausen                                | Kirrwiller                                 | 2 habitants | 26 juillet 1968 (Décret),                        |
| Mittelbergheim                             | Barr                                       | 26 habitants | 15 février 1966 (Arrêté)                         |
| Salmbach                                   | Siegen                                     | Superficie de 1 ha 87 a 40 ca | 5 mars 1964 (Décret)                             |
| Siegen                                     | Salmbach                                   | Superficie de 2 ha 13 a 37 ca | 5 mars 1964 (Décret)                             |
| Gœrsdorf                                   | Dieffenbach-lès-Woerth                     | 11 habitants | 7 mai 1963 (Arrêté)                              |
| Haguenau                                   | Soufflenheim                               | Lieu-dit Erzlach-Judenweg Superficie de 1 ha 7 a 50 ca | 18 octobre 1962 (Décret)                         |
| Soufflenheim                               | Haguenau                                   | Lieu-dit Mittelfeld Superficie de 36 a 41 ca | 18 octobre 1962 (Décret)                         |
| Strasbourg                                 | Eckbolsheim                                | 14 habitants Superficie de 92 a 40 ca | 18 juin 1962 (Décret)                            |
| Eckbolsheim                                | Strasbourg                                 | Superficie de 1 ha 14 a 70 ca | 18 juin 1962 (Décret)                            |
| Achenheim                                  | Hangenbieten                               | Superficie de 53 a 10 ca | 28 mars 1960 (Arrêté)                            |
| Hangenbieten                               | Achenheim                                  | Superficie de 51 a 60 ca | 28 mars 1960 (Arrêté)                            |
| Orschwiller                                | Saint-Hippolyte (département du Haut-Rhin) | Superficie de 16 ha 96 a 23 ca | 25 mars 1960 (Décret)                            |
| Saint-Hippolyte (département du Haut-Rhin) | Orschwiller                                | Superficie de 18 ha 41 a 26 ca | 25 mars 1960 (Décret)                            |
| Keffenach                                  | Retschwiller                               | Superficie de 59 a 52 ca | 22 février 1960 (Arrêté)                         |
| Schœnenbourg                               | Retschwiller                               | Superficie de 2 ha 2 a 50 ca | 22 février 1960 (Arrêté)                         |
| Retschwiller                               | Schœnenbourg                               | Superficie de 2 ha 2 a 50 ca | 22 février 1960 (Arrêté)                         |
| Andlau                                     | Eichhoffen                                 | Superficie de 42 a 50 ca | 22 février 1960 (Arrêté)                         |
| Eichhoffen                                 | Andlau                                     | Superficie de 44 a 66 ca | 22 février 1960 (Arrêté)                         |
| Barembach                                  | Natzwiller                                 | Superficie de 2 ha 94 a | 22 décembre 1959 (Arrêté)                        |
| Haguenau                                   | Schirrhein                                 | Lieux-dits Kirchlach et Fischerhubel Superficie de 8 ha 22 a 65 ca | 10 juillet 1959 (Décret),                        |
| Haguenau                                   | Schirrhoffen                               | Lieux-dits Kirchlach et Fischerhubel Superficie de 2 ha 26 a 92 ca | 10 juillet 1959 (Décret),                        |
| Neubois                                    | La Vancelle                                | 14 habitants Superficie de 12 ha 76 a 17 ca | 30 décembre 1958 (Décret)                        |
| Mittelbergheim                             | Andlau                                     | Superficie de 18 a 26 ca | 9 avril 1957 (Arrêté)                            |
| Mittelbergheim                             | Saint-Pierre                               | Superficie de 26 a 75 ca | 9 avril 1957 (Arrêté)                            |
| Andlau                                     | Mittelbergheim                             | Superficie de 12 a 9 ca | 9 avril 1957 (Arrêté)                            |
| Saint-Pierre                               | Mittelbergheim                             | Superficie de 19 a 95 ca | 9 avril 1957 (Arrêté)                            |
| Eichhoffen                                 | Mittelbergheim                             | Superficie de 3 a 45 ca | 9 avril 1957 (Arrêté)                            |
| Soufflenheim                               | Haguenau                                   | Lieux-dits Wesenmühle, Foehrmatt, Matzenwinckel et Bei der Dorfmühle Deux sections d'une superficie de 25 a 40 ca et de 30 a 8 ca                                                                        | 27 mars 1956 (Décret)                            |
| Haguenau                                   | Soufflenheim                               | Lieu-dit Untererzlach Superficie de 33 a 7 ca | 27 mars 1956 (Décret)                            |
| Ebersheim                                  | Dambach-la-Ville                           | Superficie de 13 a 74 ca | 8 novembre 1955 (Décret)                         |
| Dambach-la-Ville                           | Ebersheim                                  | Superficie de 71 a 35 ca | 8 novembre 1955 (Décret)                         |
| Lampertheim                                | Mundolsheim                                | Superficie de 74 a 94 ca | 9 mai 1955 (Arrêté)                              |
| Dinsheim                                   | Heiligenberg                               | Superficie de 6 a 45 ca | 5 avril 1955 (Arrêté)                            |
| Heiligenberg                               | Dinsheim                                   | Superficie de 5 a 53 ca | 5 avril 1955 (Arrêté)                            |
| Kintzheim                                  | Sélestat                                   | Superficie de 4 ha 90 a 34 ca | 9 février 1955 (Arrêté)                          |
| Kintzheim                                  | Châtenois                                  | Superficie de 1 ha 47 a 58 ca | 9 février 1955 (Arrêté)                          |
| Sélestat                                   | Kintzheim                                  | Superficie de 1 ha 43 a 86 ca | 9 février 1955 (Arrêté)                          |
| Châtenois                                  | Kintzheim                                  | Superficie de 42 a 74 ca | 9 février 1955 (Arrêté)                          |
| Duntzenheim                                | Gougenheim                                 | Superficie de 4 a 33 ca | 8 janvier 1955 (Décret)                          |
| Gougenheim                                 | Duntzenheim                                | Superficie de 0 a 15 ca | 8 janvier 1955 (Décret)                          |
| Molsheim                                   | Mutzig                                     | Superficie de 36 a 39 ca | 6 décembre 1954 (Arrêté)                         |
| Mutzig                                     | Molsheim                                   | Superficie de 40 a 65 ca | 6 décembre 1954 (Arrêté)                         |
| Labroque                                   | Rothau                                     | Superficie de 2 ha 43 a 39 ca | 2 novembre 1954 (Arrêté)                         |
| Rothau                                     | Labroque                                   | Superficie de 1 ha 21 a 54 ca | 2 novembre 1954 (Arrêté)                         |
| Marlenheim                                 | Wasselonne                                 | Superficie de 56 a 40 ca | 2 novembre 1954 (Arrêté)                         |
| Wasselonne                                 | Marlenheim                                 | Superficie de 24 a 37 ca | 2 novembre 1954 (Arrêté)                         |
| Dettwiller                                 | Steinbourg                                 | Superficie de 95 a 30 ca | 2 novembre 1954 (Arrêté)                         |
| Steinbourg                                 | Dettwiller                                 | Superficie de 2 ha 11 a 24 ca | 2 novembre 1954 (Arrêté)                         |
| Orschwiller                                | Kintzheim                                  | Superficie de 98 a 82 ca | 11 juin 1954 (Arrêté)                            |
| Kintzheim                                  | Orschwiller                                | Superficie de 1 ha 81 a 79 ca | 11 juin 1954 (Arrêté)                            |
| Issenhausen                                | Zœbersdorf                                 | Superficie de 1 ha 70 a | 11 juin 1954 (Arrêté)                            |
| Zœbersdorf                                 | Issenhausen                                | Superficie de 1 ha 57 a | 11 juin 1954 (Arrêté)                            |
| Littenheim                                 | Altenheim                                  | Superficie de 15 a 50 ca | 30 mars 1954 (Arrêté)                            |
| Littenheim                                 | Lupstein                                   | Superficie de 1 ha 51 a 20 ca | 30 mars 1954 (Arrêté)                            |
| Lupstein                                   | Littenheim                                 | Superficie de 1 ha 45 a 15 ca | 30 mars 1954 (Arrêté)                            |
| Orschwiller                                | Sélestat                                   | Superficie de 69 a 25 ca | 8 mars 1954 (Arrêté)                             |
| Sélestat                                   | Orschwiller                                | Superficie de 78 a 31 ca | 8 mars 1954 (Arrêté)                             |
| Ebersheim                                  | Scherwiller                                | Superficie de 5 a 22 ca | 18 février 1954 (Arrêté)                         |
| Scherwiller                                | Ebersheim                                  | Superficie de 48 a 31 ca | 18 février 1954 (Arrêté)                         |
| Ebersheim                                  | Sélestat                                   | Superficie de 82 a 8 ca | 18 février 1954 (Arrêté)                         |
| Sélestat                                   | Ebersheim                                  | Superficie de 71 a 60 ca | 18 février 1954 (Arrêté)                         |
| Gougenheim                                 | Rohr                                       | Superficie de 74 a 44 ca | 18 février 1954 (Arrêté)                         |
| Rohr                                       | Gougenheim                                 | Superficie de 67 a 76 ca | 18 février 1954 (Arrêté)                         |
| Kesseldorf                                 | Seltz                                      | Superficie de 2 ha 23 a 13 ca | 26 février 1953 (Arrêté)                         |
| Seltz                                      | Kesseldorf                                 | Superficie de 1 ha 25 a 99 ca | 26 février 1953 (Arrêté)                         |
| Schirmeck                                  | Wisches                                    | Une section d'une superficie de 10 a 38 ca, afin que les limites suivent le cours du Tommelbach et une autre section de 69 a 20 ca, afin que la limite suive la lisière de la forêt communale de Wisches | 22 décembre 1952 (Arrêté)                        |
| Schirmeck                                  | Labroque                                   | Superficie de 1 a 25 ca | 22 décembre 1952 (Arrêté)                        |
| Labroque                                   | Zeinheim                                   | Superficie de 20 a 38 ca | 22 décembre 1952 (Arrêté)                        |
| Mittelhausen                               | Hohatzenheim                               | | 31 octobre 1951 (Décret)                         |
| Littenheim                                 | Lupstein                                   | Superficie de 47 a 60 ca | 4 décembre 1947 (Arrêté),                        |
| Strasbourg                                 | Schiltigheim                               | Superficie de 4 ha 36 a 68 ca | 9 mars 1939 (Décret),                            |
| Philippsbourg (département de la Moselle)  | Niederbronn                                | Superficie de 4 a 14 ca Deux parcelles enclavées et séparées du ban communal de Philippsbourg par le ruisseau de Falkensteinnerach                                                                       | 27 décembre 1930 (Décret)                        |
| Haguenau                                   | Weitbruch                                  | Hameau de Birckwald (enclave) | 22 avril 1870 (Décret)                           |
| Lampertsloch                               | Climbach                                   | | 13 juin 1866 (Loi)                               |
| Drusenheim                                 | Rohrwiller                                 | | 15 décembre 1865 (Décret)                        |
| Rengen Zeinheim                            | Zeinheim Rengen                            | | 3 août 1861 (Décret)                             |
| Langensoultzbach                           | Windstein                                  | | 31 mars 1859 (Loi)                               |
| Windstein                                  | Nehwiller                                  | | 31 mars 1859 (Loi)                               |
| Geispolsheim                               | Lingolsheim                                | Territoire de Grossundsfeld | 17 octobre 1847 (Ordonnance)                     |
| Schaffhausen Seltz Kesseldorf              | Seltz Kesseldorf Schaffhausen              | | 16 juin 1843 (Loi)                               |
| Russ (auj. département du Bas-Rhin)        | Grendelbruck                               | | 11 mai 1836 (Loi)                                |
| Berlingen (département de la Moselle)      | Pfalzweyer                                 | | 11 mai 1836 (Loi)                                |
| Fouday                                     | Plaine (auj. département du Bas-Rhin)      | | 25 mai 1835 (Loi)                                |
| Diemeringen                                | Rahling (département de la Moselle)        | | 28 juin 1829 (Loi)                               |

## Communes associées
Liste des communes ayant, ou ayant eu (en italique), à la suite d'une fusion, le statut de commune associée.
| Nom de la commune     | Code INSEE | Fusion-association                     | Fusion-association | Fusion-association | Fusion-association                       | D - Défusion ou F - transformation de l'association en fusion simple | D - Défusion ou F - transformation de l'association en fusion simple | D - Défusion ou F - transformation de l'association en fusion simple | D - Défusion ou F - transformation de l'association en fusion simple |
| Nom de la commune     | Code INSEE | date de la décision                    | date d'effet       | commune absorbante | nom de la commune résultant de la fusion | D/F                                                                  | date de la décision                                                  | date d'effet                                                         | commentaire                                                          |
| --------------------- | ---------- | -------------------------------------- | ------------------ | ------------------ | ---------------------------------------- | -------------------------------------------------------------------- | -------------------------------------------------------------------- | -------------------------------------------------------------------- | -------------------------------------------------------------------- |
| Gimbrett              | 67157      | Arrêté préfectoral du 30 mars 1972     | 1er avril 1972     | Berstett           | Berstett                                 |                                                                      |                                                                      |                                                                      |                                                                      |
| Reitwiller            | 67393      | Arrêté préfectoral du 30 mars 1972     | 1er avril 1972     | Berstett           | Berstett                                 |                                                                      |                                                                      |                                                                      |                                                                      |
| Rumersheim            | 67419      | Arrêté préfectoral du 30 mars 1972     | 1er avril 1972     | Berstett           | Berstett                                 |                                                                      |                                                                      |                                                                      |                                                                      |
| Griesbach-le-Bastberg | 67171      | Arrêté préfectoral du 27 février 1973  | 1er mars 1973      | Bouxwiller         | Bouxwiller                               |                                                                      |                                                                      |                                                                      |                                                                      |
| Imbsheim              | 67219      | Arrêté préfectoral du 27 février 1973  | 1er mars 1973      | Bouxwiller         | Bouxwiller                               |                                                                      |                                                                      |                                                                      |                                                                      |
| Riedheim              | 67399      | Arrêté préfectoral du 27 février 1973  | 1er mars 1973      | Bouxwiller         | Bouxwiller                               |                                                                      |                                                                      |                                                                      |                                                                      |
| Bremmelbach           | 67064      | Arrêté préfectoral du 31 décembre 1972 | 1er janvier 1973   | Cleebourg          | Cleebourg                                |                                                                      |                                                                      |                                                                      |                                                                      |
| Birlenbach            | 67042      | Arrêté préfectoral du 18 juillet 1972  | 1er août 1972      | Drachenbronn       | Drachenbronn-Birlenbach                  |                                                                      |                                                                      |                                                                      |                                                                      |
| Kolbsheim             | 67247      | Décret du 23 avril 1974                | 1er juin 1974      | Duppigheim         | Duppigheim                               | D                                                                    | Arrêté préfectoral du 6 janvier 1982                                 | 1er janvier 1983                                                     |                                                                      |
| Wangenbourg           | 67518      | Arrêté préfectoral du 29 octobre 1974  | 1er novembre 1974  | Engenthal          | Wangenbourg-Engenthal                    |                                                                      |                                                                      |                                                                      |                                                                      |
| Mitschdorf            | 67294      | Arrêté préfectoral du 20 décembre 1972 | 1er janvier 1973   | Gœrsdorf           | Gœrsdorf                                 |                                                                      |                                                                      |                                                                      |                                                                      |
| Rohr                  | 67406      | Arrêté préfectoral du 31 janvier 1973  | 1er février 1973   | Gougenheim         | Gougenheim                               | D                                                                    | Arrêté préfectoral du 4 novembre 1985                                | 1er janvier 1986                                                     |                                                                      |
| Eberbach-Wœrth        | 67114      | Décret du 28 août 1973                 | 1er septembre 1973 | Gundershoffen      | Gundershoffen                            |                                                                      |                                                                      |                                                                      |                                                                      |
| Griesbach             | 67170      | Décret du 28 août 1973                 | 1er septembre 1973 | Gundershoffen      | Gundershoffen                            |                                                                      |                                                                      |                                                                      |                                                                      |
| Hermerswiller         | 67193      | Arrêté préfectoral du 30 décembre 1974 | 1er janvier 1975   | Hoffen             | Hoffen                                   |                                                                      |                                                                      |                                                                      |                                                                      |
| Leiterswiller         | 67262      | Arrêté préfectoral du 30 décembre 1974 | 1er janvier 1975   | Hoffen             | Hoffen                                   |                                                                      |                                                                      |                                                                      |                                                                      |
| Bosselshausen         | 67057      | Arrêté préfectoral du 27 février 1974  | 1er mars 1974      | Kirrwiller         | Kirrwiller-Bosselshausen                 | D                                                                    | Arrêté préfectoral du 29 décembre 2006                               | 1er janvier 2007                                                     | Kirrwiller-Bosselshausen reprend le nom de Kirrwiller                |
| Mattstall             | 67284      | Arrêté préfectoral du 31 août 1972     | 1er septembre 1972 | Lembach            | Lembach                                  |                                                                      |                                                                      |                                                                      |                                                                      |
| Kuhlendorf            | 67251      | Arrêté préfectoral du 26 juin 1972     | 1er juillet 1972   | Betschdorf         | Betschdorf                               |                                                                      |                                                                      |                                                                      |                                                                      |
| Reimerswiller         | 67390      | Arrêté préfectoral du 26 juin 1972     | 1er juillet 1972   | Betschdorf         | Betschdorf                               |                                                                      |                                                                      |                                                                      |                                                                      |
| Schwabwiller          | 67457      | Arrêté préfectoral du 26 juin 1972     | 1er juillet 1972   | Betschdorf         | Betschdorf                               |                                                                      |                                                                      |                                                                      |                                                                      |
| Zinswiller            | 67558      | Arrêté préfectoral du 22 janvier 1974  | 1er février 1974   | Oberbronn          | Oberbronn-Zinswiller                     | D                                                                    | Arrêté préfectoral du 11 décembre 1992                               | 31 décembre 1992                                                     | Oberbronn-Zinswiller reprend le nom d'Oberbronn                      |
| Zutzendorf            | 67562      | Arrêté préfectoral du 31 décembre 1973 | 1er janvier 1974   | Obermodern         | Modern                                   |                                                                      |                                                                      |                                                                      |                                                                      |
| Niederseebach         | 67332      | Arrêté préfectoral du 29 octobre 1974  | 1er novembre 1974  | Oberseebach        | Seebach                                  |                                                                      |                                                                      |                                                                      |                                                                      |
| Nehwiller-près-Wœrth  | 67316      | Décret du 28 septembre 1972            | 1er novembre 1972  | Reichshoffen       | Reichshoffen                             |                                                                      |                                                                      |                                                                      |                                                                      |
| Bischtroff-sur-Sarre  | 67376      | Arrêté préfectoral du 31 janvier 1972  | 1er mars 1972      | Sarrewerden        | Sarrewerden                              |                                                                      |                                                                      |                                                                      |                                                                      |
| Zollingen             | 67561      | Arrêté préfectoral du 31 janvier 1972  | 1er mars 1972      | Sarrewerden        | Sarrewerden                              |                                                                      |                                                                      |                                                                      |                                                                      |
| Irmstett              | 67224      | Arrêté préfectoral du 29 octobre 1974  | 1er janvier 1975   | Scharrachbergheim  | Scharrachbergheim-Irmstett               |                                                                      |                                                                      |                                                                      |                                                                      |
| Avenheim              | 67015      | Arrêté préfectoral du 28 avril 1972    | 1er mai 1972       | Schnersheim        | Schnersheim                              |                                                                      |                                                                      |                                                                      |                                                                      |
| Kleinfrankenheim      | 67243      | Arrêté préfectoral du 28 avril 1972    | 1er mai 1972       | Schnersheim        | Schnersheim                              |                                                                      |                                                                      |                                                                      |                                                                      |
| Hohwiller             | 67211      | Arrêté préfectoral du 4 mars 1982      | 1er juillet 1982   | Soultz-sous-Forêts | Soultz-sous-Forêts                       |                                                                      |                                                                      |                                                                      |                                                                      |
| Aschbach              | 67012      | Décret du 17 juin 1974                 | 1er juillet 1974   | Stundwiller        | Stundwiller                              | D                                                                    | Arrêté préfectoral du 18 janvier 1988                                | 1er janvier 1988                                                     |                                                                      |
| Oberrœdern            | 67349      | Décret du 17 juin 1974                 | 1er juillet 1974   | Stundwiller        | Stundwiller                              | D                                                                    | Arrêté préfectoral du 29 décembre 1988                               | 1er janvier 1989                                                     |                                                                      |
| Offenheim             | 67357      | Arrêté préfectoral du 28 avril 1972    | 1er mai 1972       | Stutzheim          | Stutzheim-Offenheim                      | F                                                                    | Arrêté préfectoral du 15 juillet 1976                                | 15 juillet 1976                                                      |                                                                      |
| Behlenheim            | 67024      | Arrêté préfectoral du 13 juillet 1974  | 15 juillet 1974    | Truchtersheim      | Truchtersheim                            |                                                                      |                                                                      |                                                                      |                                                                      |
| Bellefosse            | 67026      | Arrêté préfectoral du 14 mars 1974     | 1er avril 1974     | Waldersbach        | Le Ban-de-la-Roche                       | D                                                                    | Arrêté préfectoral du 31 décembre 1991                               | 1er janvier 1992                                                     | Le Ban-de-la-Roche reprend le nom de Waldersbach                     |
| Belmont               | 67027      | Arrêté préfectoral du 14 mars 1974     | 1er avril 1974     | Waldersbach        | Le Ban-de-la-Roche                       | D                                                                    | Arrêté préfectoral du 31 décembre 1991                               | 1er janvier 1992                                                     | Le Ban-de-la-Roche reprend le nom de Waldersbach                     |
| Fouday                | 67144      | Arrêté préfectoral du 29 octobre 1974  | 1er janvier 1975   | Le Ban-de-la-Roche | Le Ban-de-la-Roche                       | D                                                                    | Arrêté préfectoral du 31 décembre 1991                               | 1er janvier 1992                                                     | Le Ban-de-la-Roche reprend le nom de Waldersbach                     |
| Wilshausen            | 67533      | Arrêté préfectoral du 27 décembre 1972 | 1er janvier 1973   | Wickersheim        | Wickersheim-Wilshausen                   |                                                                      |                                                                      |                                                                      |                                                                      |
| Wœllenheim            | 67549      | Arrêté préfectoral du 30 juin 1972     | 1er juillet 1972   | Willgottheim       | Willgottheim                             |                                                                      |                                                                      |                                                                      |                                                                      |
| Altenstadt            | 67007      | Arrêté préfectoral du 29 octobre 1974  | 1er janvier 1975   | Wissembourg        | Wissembourg                              |                                                                      |                                                                      |                                                                      |                                                                      |

## Transferts vers un autre département

### 1871
À la suite de la défaite face à l'Allemagne en 1871, la France voit sa frontière redessinée : le département du Bas-Rhin est annexé en totalité (soit 544 communes) et on y adjoint une partie des cantons de Saales et de Schirmeck, provenant du département des Vosges (18 communes). Après 1919, le département du Bas-Rhin gardera ces limites.
| Département d'origine | Département de rattachement | Canton d'origine concerné         | Communes concernées |
| --------------------- | --------------------------- | --------------------------------- | --- |
| VOSGES                | BAS-RHIN                    | Canton de Saales (7 communes)     | Bourg-Bruche, Colroy-la-Roche, Plaine, Ranrupt, Saâles, Saint-Blaise-la-Roche, et Saulxures                                |
| VOSGES                | BAS-RHIN                    | Canton de Schirmeck (11 communes) | Barembach, La Broque, Grandfontaine, Natzwiller, Neuwiller, Rothau, Russ, Schirmeck, Waldersbach, Wildersbach, et Wisches. |

### 1793-1833
| Département d'origine | Département de rattachement | Commune concernée        | Date (et nature) de la décision |
| --------------------- | --------------------------- | ------------------------ | ------------------------------- |
| MOSELLE               | BAS-RHIN                    | Obersteinbach            | 29 avril 1833 (Loi)             |
| MOSELLE               | BAS-RHIN                    | Bouquenom et Sarrewerden | 23 novembre 1793                |

## Changement de pays

### 1825-1828
Fixation de la frontière entre la Bavière et la France (sur le cours de la rivière Lauter) par la Convention du 9 décembre 1825 et l'ordonnance royale du 6 mars 1828.
| Lieu d'origine                | Lieu de rattachement | Canton de rattachement | Communes concernées                                                          |
| ----------------------------- | -------------------- | ---------------------- | ---------------------------------------------------------------------------- |
| PALATINAT, BAVIÈRE, ALLEMAGNE | BAS-RHIN, FRANCE     | Canton de Wissembourg  | Commune de Niedersteinbach et parties de communes de Weiler et de Altenstadt |

### 1814-1815
| Lieu d'origine   | Lieu de rattachement          | Canton d'origine concerné          | Communes concernées |
| ---------------- | ----------------------------- | ---------------------------------- | --- |
| BAS-RHIN, FRANCE | PALATINAT, BAVIÈRE, ALLEMAGNE | Canton de Bergzabern (22 communes) | Appenhoffen, Barbelroth, Bergzabern, Billigheim, Capellen (et son annexe Drusweiller), Dierbach, Doerrenbach, Gleiszellern, Henchelheim, Hergersweiler, Ilbesheim, Klingen, Klingenmünster, Moertrheim, Muhlhoffen, Niederhorbach, Nohrbach, Oberhausen, Oberhoffen, Oberotterbach, Pleisweiler, et Volmersheim |
| BAS-RHIN, FRANCE | PALATINAT, BAVIÈRE, ALLEMAGNE | Canton de Candel (20 communes)     | Candel, Erlenbach, Freckenfeld, Hatzenbühl, Hayna, Hördt, Jockgrim, Kuhardt, Leimersheim, Minfeld, Munchweiler, Neupotz, Pfortz, Rheinzabern, Rultzheim, Schaidt, Steinweiller, Volmersweiler, Winden, et Woerth-Rhin                                                                                           |
| BAS-RHIN, FRANCE | PALATINAT, BAVIÈRE, ALLEMAGNE | Canton de Dahn (15 communes)       | Barenbach, Bobenthal, Bruchweiler, Bundenthal, Busenberg, Dahn, Erfweiler, Erlenbach, Fischbach, Hauenstein, Hinterweidenthal, Lauterschwan, Niedersteinbach, Schindhard, et Schlettenbach |
| BAS-RHIN, FRANCE | PALATINAT, BAVIÈRE, ALLEMAGNE | Canton de Landau (23 communes)     | Altdorf, Artzheim, Bellheim, Dammheim, Eschbach, Essingen, Freisbach, Gommersheim, Herxheim, Herxheimweyer, Impflingen, Ingenheim, Insheim, Knittelsheim, Landau, Mörlheim, Niederhochstatt, Nussdorf, Oberhochstatt, Queichheim, Ransbach, Waldhambach, et Waldrohrbach                                        |
| BAS-RHIN, FRANCE | PALATINAT, BAVIÈRE, ALLEMAGNE | Canton de Lauterbourg (4 communes) | Berg, Buchelberg, Hagenbach, et Neuburg |
| BAS-RHIN, FRANCE | PALATINAT, BAVIÈRE, ALLEMAGNE | Canton de Wissembourg (6 communes) | Capsweyer, Niederotterbach, Rechtenbach, Schweigen, Schweighoffen, et Steimfeld |